# Nariño (kommun i Antioquia, lat 5,60, long -75,17)
Nariño är en kommun i Colombia.   Den ligger i departementet Antioquía, i den centrala delen av landet, 160 km nordväst om huvudstaden Bogotá. Antalet invånare är 15 579.